# New South Wales Open 1983
Il New South Wales Open 1983 è stato un torneo di tennis giocato sull'erba. È stata la 92ª edizione del torneo, che fa parte del Volvo Grand Prix 1983 e del Virginia Slims World Championship Series 1983. Si è giocato a Sydney in Australia dal 12 al 18 dicembre 1983.

## Campioni

### Singolare maschile
Joakim Nyström ha battuto in finale  Mike Bauer con il punteggio di 2–6, 6–3, 6–1.

### Singolare femminile
Jo Durie ha battuto in finale  Kathy Jordan con il punteggio di 6–3, 7–5.

### Doppio maschile
Mike Bauer /  Pat Cash hanno battuto in finale  Broderick Dyke /  Rod Frawley con il punteggio di 7–6, 6–4.

### Doppio femminile
Anne Hobbs /  Wendy Turnbull hanno battuto in finale  Hana Mandlíková /  Helena Suková con il punteggio di 6–4, 6–3.